# Jelle Wallays
Jelle Wallays (ur. 11 maja 1989 w Roeselare) – belgijski kolarz szosowy, zawodnik należącej do dywizji UCI WorldTeams drużyny Cofidis, Solutions Crédits.

## Najważniejsze osiągnięcia
2007
- 1. miejsce na etapie 3b Wyścigu Pokoju Juniorów

2010
- 1. miejsce w Paryż-Tours do lat 23

2013
- 1. miejsce na 1. etapie World Ports Classic

2014
- 1. miejsce w Omloop van het Houtland
- 1. miejsce w Paryż-Tours

2015
- 1. miejsce w Dwars door Vlaanderen
- 1. miejsce w Grand Prix Criquielion
- 1. miejsce w Duo Normand (razem z Victorem Campenaertsem)

2016
- 1. miejsce w Grand Prix Cerami

2018
- 1. miejsce na 6. etapie Vuelta a San Juan
- 1. miejsce na 18. etapie Vuelta a España

2019
- 1. miejsce w Paryż-Tours